# Заглоба (Лодзинське воєводство)
Заглоба (пол. Zagłoba) — село в Польщі, у гміні Стрикув Згерського повіту Лодзинського воєводства.
У 1975-1998 роках село належало до Лодзинського воєводства.